# شکنجه سفید (کتاب)
شکنجه سفید کتابی دو جلدی به نویسندگی نرگس محمدی است که در سال ۱۳۹۸ (۲۰۲۰) توسط نشر باران در سوئد منتشر شد و روایت‌هایی دست اول از وضعیت سلول انفرادی و شکنجه سفید در زندان‌های نظام جمهوری اسلامی ایران ارائه می‌دهد.
نرگس محمدی که سال‌ها دور از دو فرزندش در زندان‌های ایران حبس بود و اخیراً دوباره بازداشت شده‌است، این کتاب را به مادرانی تقدیم کرده که در تنهایی و سکوت و انزوا نام فرزندان خردسال‌شان را بر دیوارهای سرد و سخت سلول حک می‌کنند.

## جلد اول
جلد یک این کتاب با مقدمه‌ای از شیرین عبادی برنده جایزه صلح نوبل همراه است و داخل زندان تألیف شده‌است و حاوی شهادت‌های فعالان حقوق زنان از جمله نرگس محمدی، آتنا دائمی، نازنین زاغری، هنگامه شهیدی، ریحانه طباطبایی و شکوفه یداللهی است. شهادت‌ها اغلب، در فضای رسانه ای بازتاب نداشته‌اند، یا بعضاً متعلق به زندانیانی هستند که به‌طور کلی از نگاه افکار عمومی به دور بوده‌اند.

## جلد دوم
جلد دوم کتاب، در ادامه جلد نخست، گفت‌وگو با پانزده فعال سیاسی و اجتماعی است که سال‌ها چنین شکنجه‌هایی را در زندان‌های ایران تحمل کرده‌اند. در میان این افراد می‌توان به ساسان آقایی، شهناز اکملی، مسعود باستانی، عبدالفتاح سلطانی، محمدعلی عمویی، غنچه قوامی، سعید مدنی و عبدالله مؤمنی اشاره کرد.

## مستند
فیلم مستندی بر اساس این کتاب و به تهیه‌کنندگی نرگس محمدی در برنامه آپارات تلویزیون فارسی بی‌بی‌سی پخش شده است. این فیلم مانند کتاب، آزار و شکنجه زندانیان سیاسی و عقیدتی از طریق حبس طولانی مدت در سلول انفرادی را روایت می‌کند. وحید زارع‌زاده و گلاره کاکاوند سازندگان این فیلم به دلیل هجوم مأموران امنیتی به خانه‌های‌شان در ایران و ضبط وسایل شخصی‌شان و سپس بازجویی شدن در یکی از ساختمان‌های وزارت اطلاعات مجبور شده‌اند ایران را ترک کنند.

## اکران‌های جهانی
- مرکز صلح نوبل (اسلو، نروژ) [۶] [۷]
- تئاتر روکسی (سانفرانسیسکو، ایالات متحده آمریکا) [۸]

## همچنین ببینید
- زندان اوین
- مجازات اعدام در ایران
- حقوق بشر در ایران